# Beaucroissant
Beaucroissant este o comună în departamentul Isère din sud-estul Franței. În 2009 avea o populație de 1.453 de locuitori.

## Evoluția populației
| An        | 1975  | 1982  | 1990  | 1999  | 2006  | 2009  |
| --------- | ----- | ----- | ----- | ----- | ----- | ----- |
| Populație | 1.003 | 1.052 | 1.195 | 1.247 | 1.372 | 1.453 |